# Basilica dei Santi Alessandro e Teodoro
La basilica dei Santi Alessandro e Teodoro, in tedesco Basilika St. Alexander und Theodor è la chiesa del monastero benedettino di Ottobeuren, in Baviera.
Costruita fra il 1737 ed il 1766 rappresenta uno dei capolavori dell'architettura barocca tedesca.
Ha il rango di basilica minore.

## Storia e descrizione

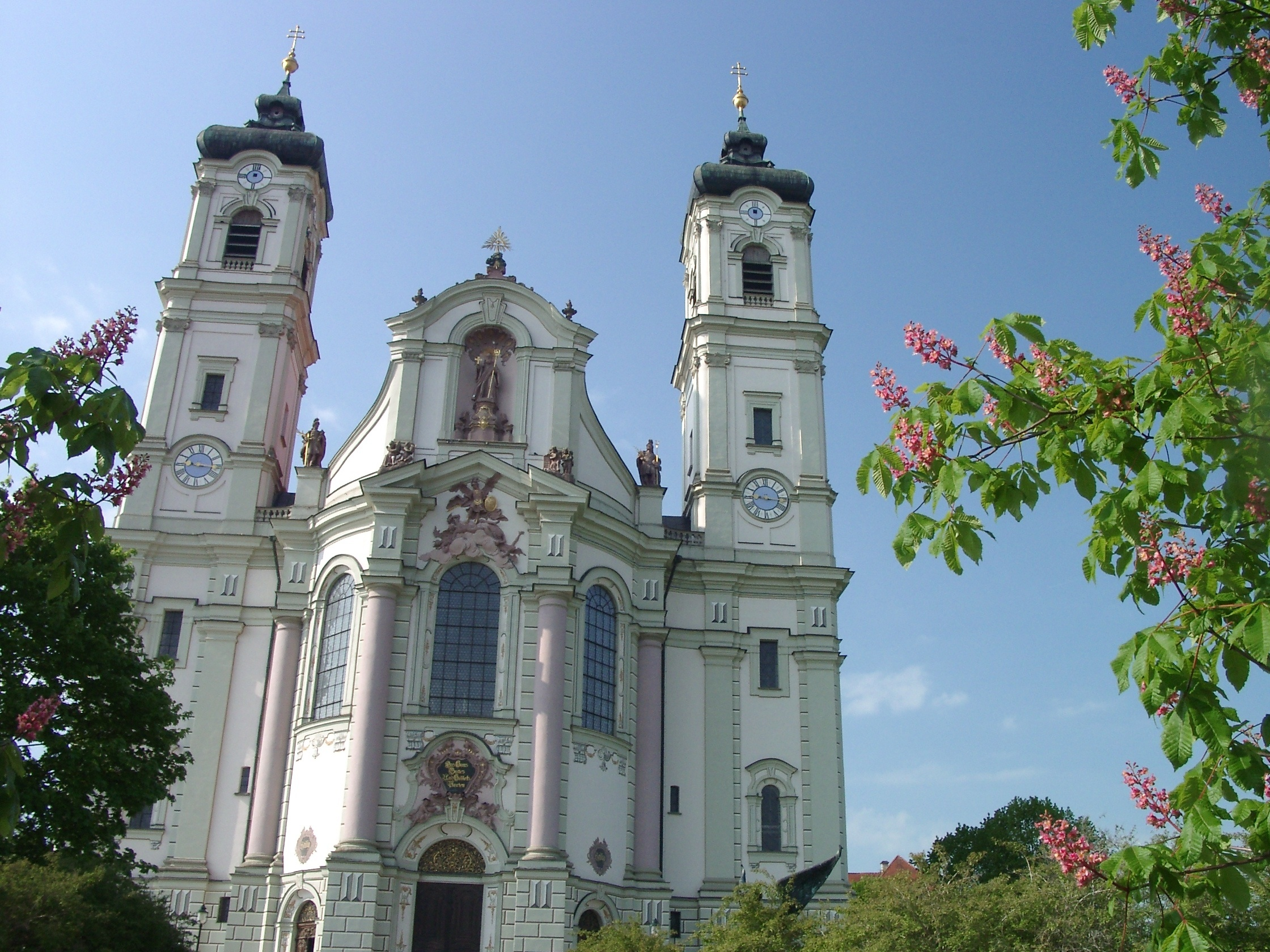
La facciata della basilica

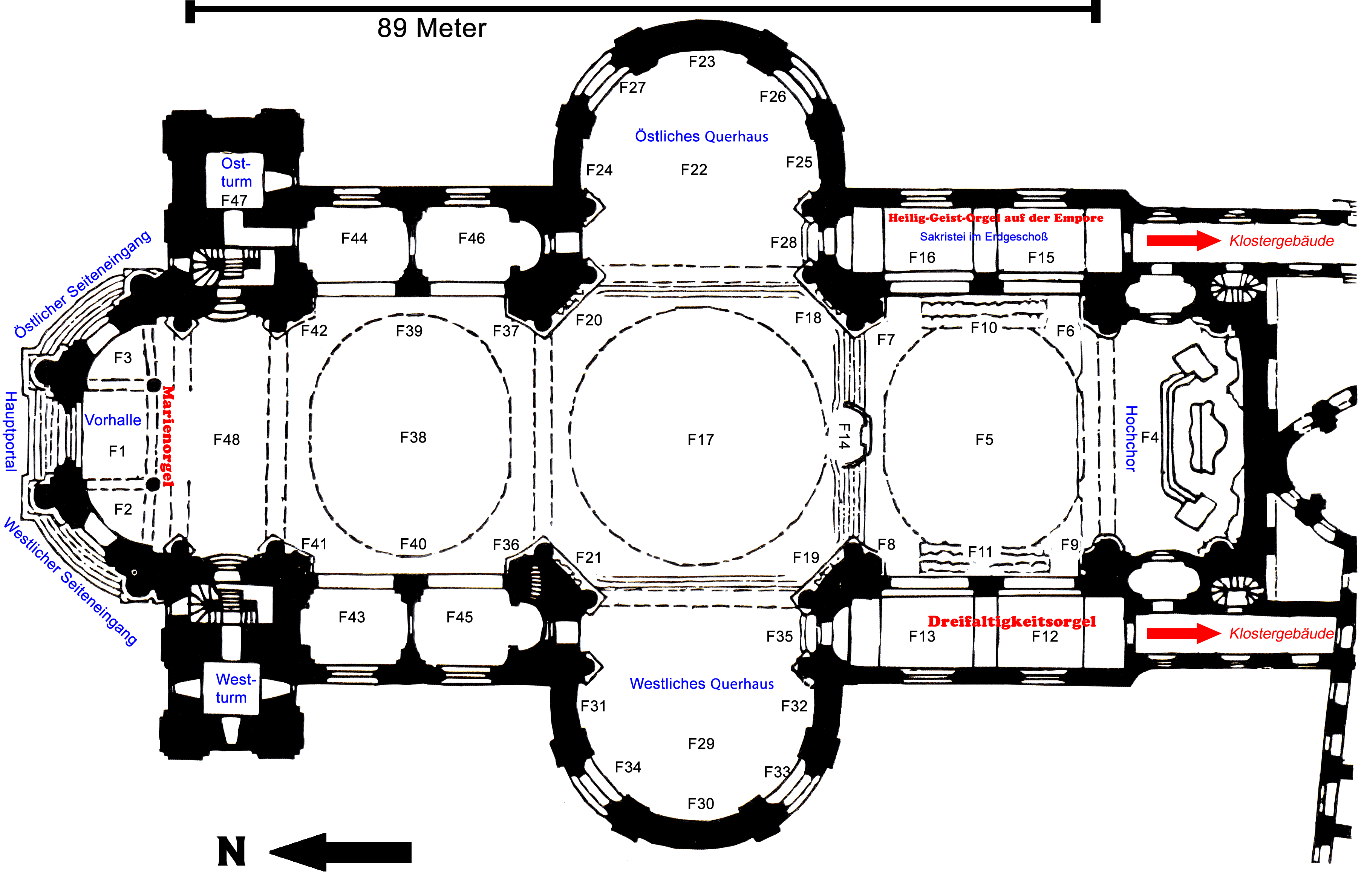
La pianta dell'edificio.

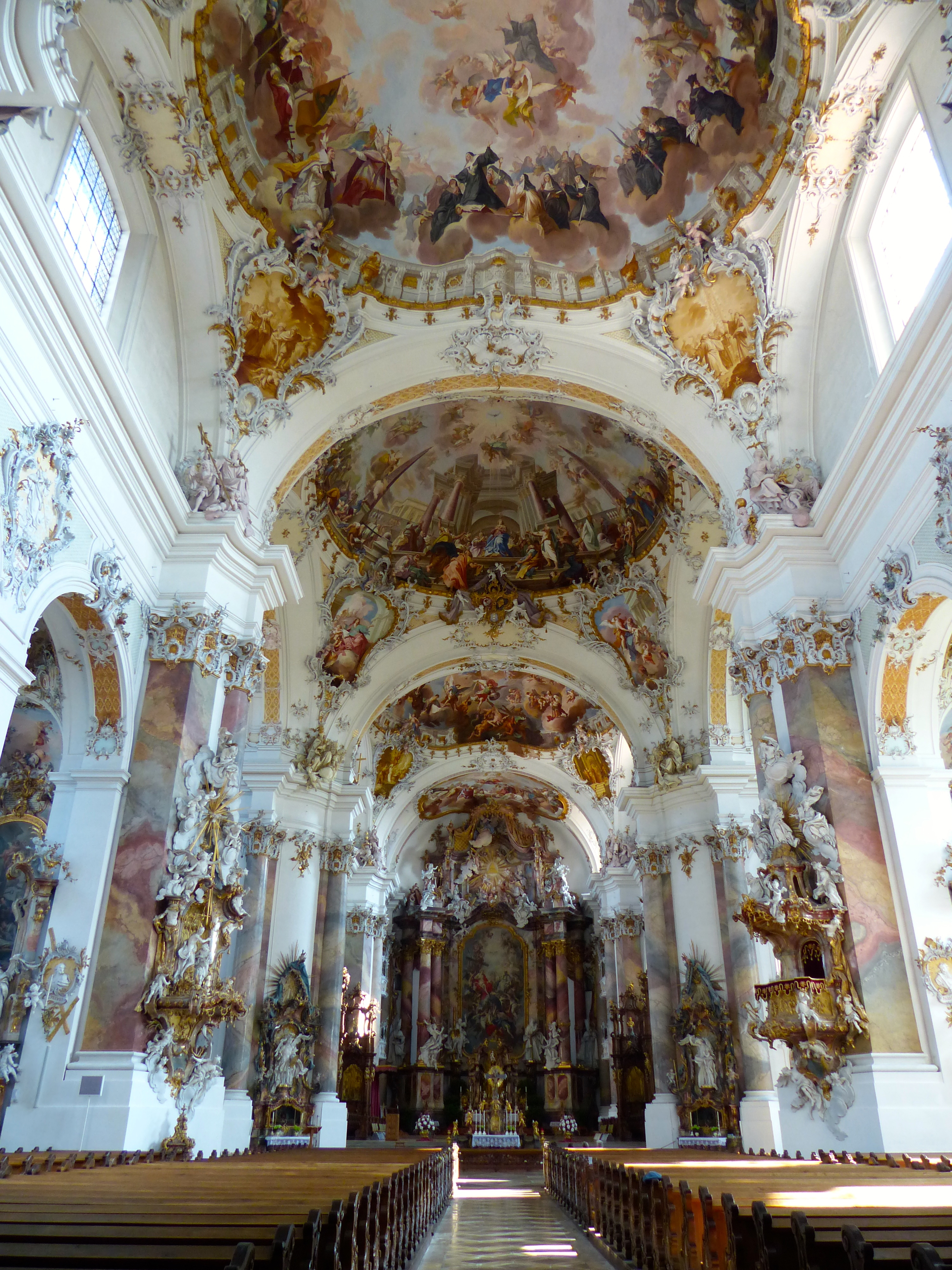
Veduta dell'interno.

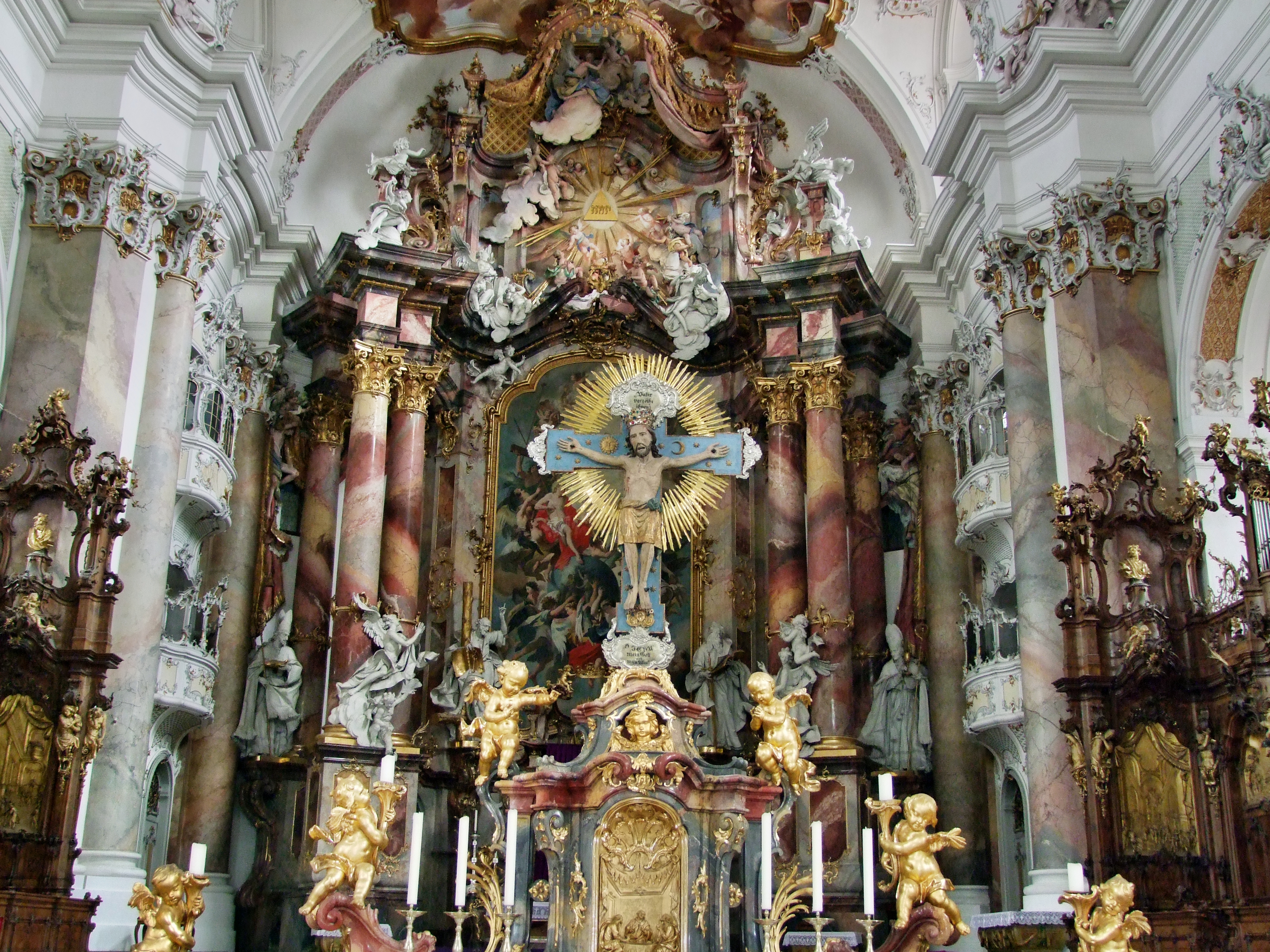
L'altar maggiore col Crocifisso del 1220.

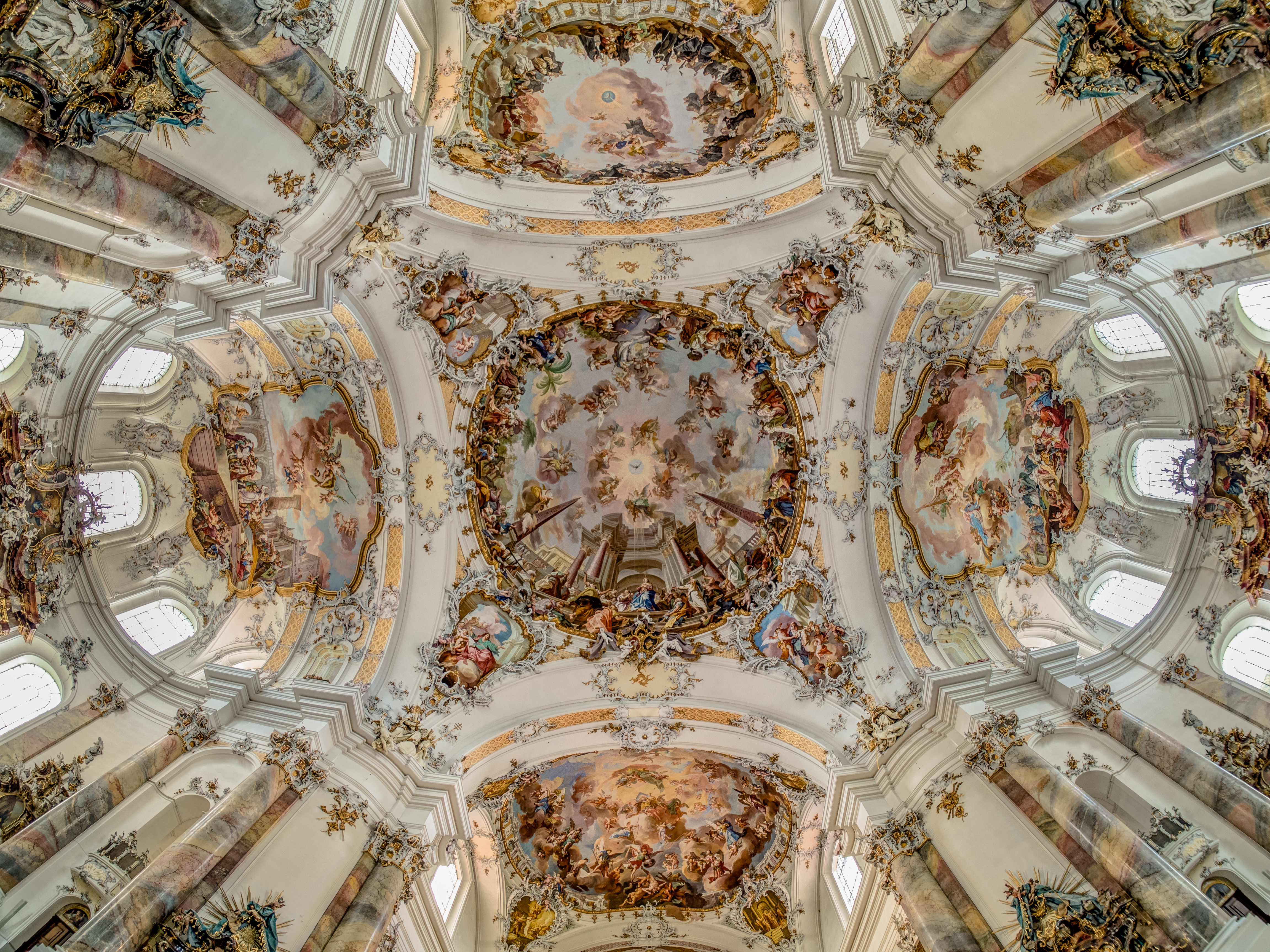
Le volte della basilica.

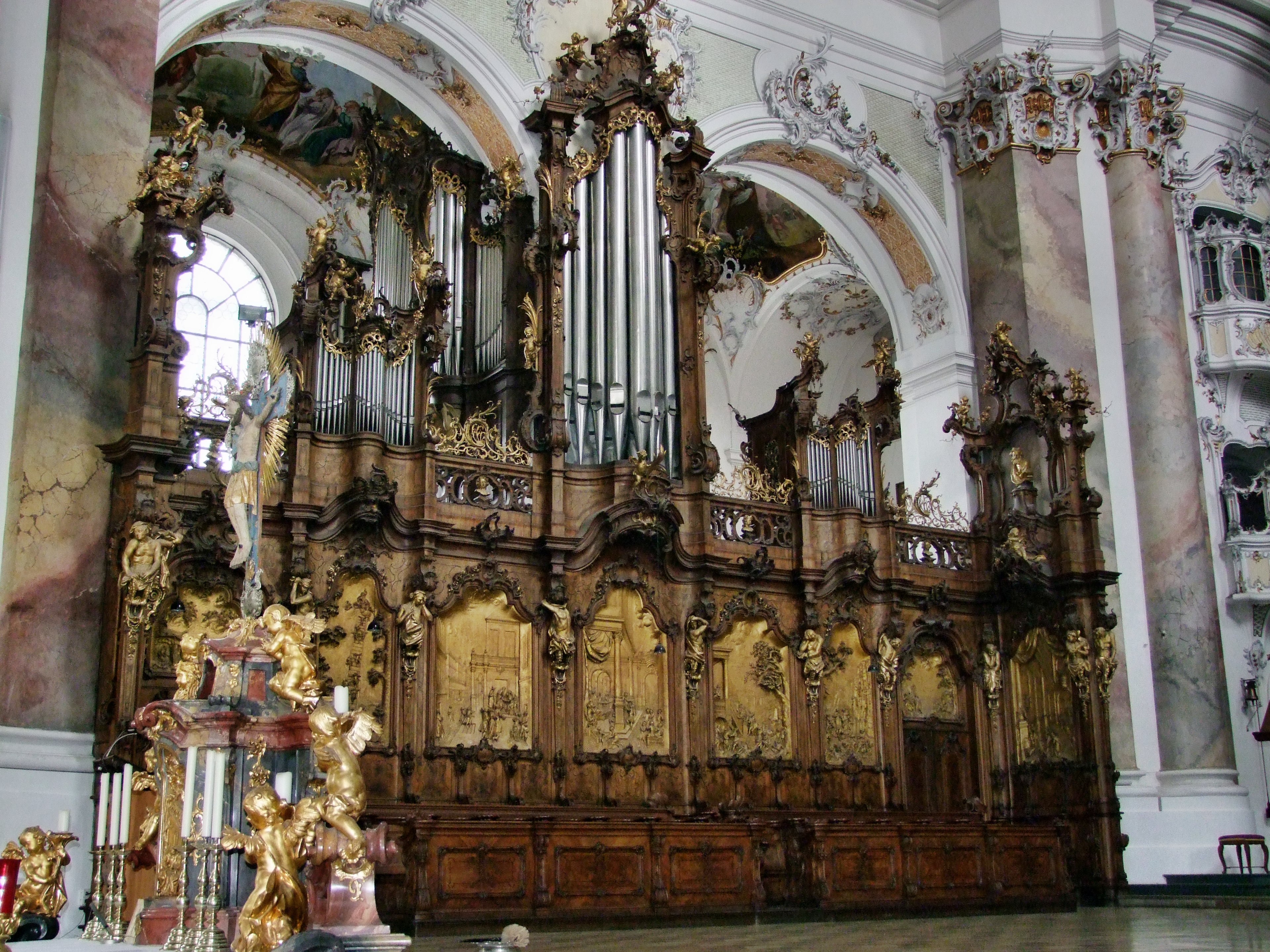
LOrgano dello Spirito Santo.

L'abbazia dedicata ai Santi Alessandro e Teodoro venne fondata nel 764 da Silach, un nobile alemanno e nel 972 venne elevata al rango di Reichsabtei, Abbazia imperiale dall'imperatore Ottone I. Nel 1089 venne eretto un nuovo edificio e già nel 1204, venne intrapresa la costruzione di un'altra chiesa, gotica, con un coro occidentale dedicato a San Michele e cripta dedicata a Sant'Orsola.
Nel 1525 il monastero e la chiesa vennero saccheggiati nella guerra dei contadini tedeschi e nel 1553 si iniziò la ristrutturazione della chiesa in stile rinascimentale. Il coro venne sostituito da uno più ampio, le due torri ottagonali orientali vennero coronate da due cupole a cipolla e l'edificio di nuovo consacrato il 21 settembre del 1558.
Durante la guerra dei Trent'anni la chiesa e il convento furono più volte saccheggiati fra il 1630 e il 1635. Nel 1682 si pensò a una nuova ristrutturazione barocca del monastero, che ebbe inizio nel 1686 a partire dalla vecchia chiesa. Questa conversione, però, durò poco, infatti già dal 1711 l'intero monastero fu a poco a poco abbattuto e sostituito da una nuova, grande, costruzione barocca, quella odierna.
La chiesa fu ricostruita fra il 1737 e il 1766 dall'architetto Simpert Kramer (fino al 1748) e da Johann Michael Fischer in stile rococò. Nel 1802, con la secolarizzazione, l'abbazia imperiale venne sciolta e la chiesa divenne proprietà dell'Elettorato di Baviera prima, e del Regno di Baviera poi. Alcuni degli allora 48 monaci furono autorizzati a continuare la vita monastica a Ottobeuren e così il convento persistette. Dal 1834-35 il monastero divenne un priorato dipendente dell'Abbazia Benedettina di Santo Stefano di Augusta.
Nel 1926 papa Pio XI elevò la chiesa al rango di basilica minore.

## Descrizione
La costruzione avvenne sotto i priorati degli abati Rupert Ness ed Anselm Erb, inusualmente la chiesa è orientata nell'asse nord-sud. Con pianta a croce latina, presenta alti tetti e un'imponente facciata convessa ritmata da colonne e inquadrata da due torri gemelle.
L'interno, a grande navata unica tagliata da ampio transetto, è un tripudio di raffinate decorazioni a stucchi pastello e affreschi in stile rococò. Gli affreschi sono il capolavoro dei cugini tirolesi Johann Jakob e Franz Anton Zeiller, al primo si devono quelli delle volte cupolate e al secondo quelli alle pareti. Furono autori anche delle pale dell'altra maggiore e delle testate del transetto. Le figure in stucco si devono a Johann Joseph Christian e gli stucchi sono il capolavoro di Johann Michael Feuchtmayer, che li eseguì verso il 1755. 
Gli stalli lignei del coro sono opera di Martin Hermann (falegnameria) e di Johann Joseph Christian (rilievi) e sono considerati fra i migliori esempi del barocco della Germania meridionale. I lievi, del 1764, raffigurano Scene della Vita di San Benedetto. Sormontano gli stalli due organi quasi inalterati: l'Organo della Trinità, a quattro manuali e 47 registri, e l'Organo dello Spirito Santo, a due manuali e 27 registri, opere del 1760-66 di Karl Joseph Riepp.
Sull'altare maggiore si trova un crocifisso romanico del 1220 circa.

## Dimensioni

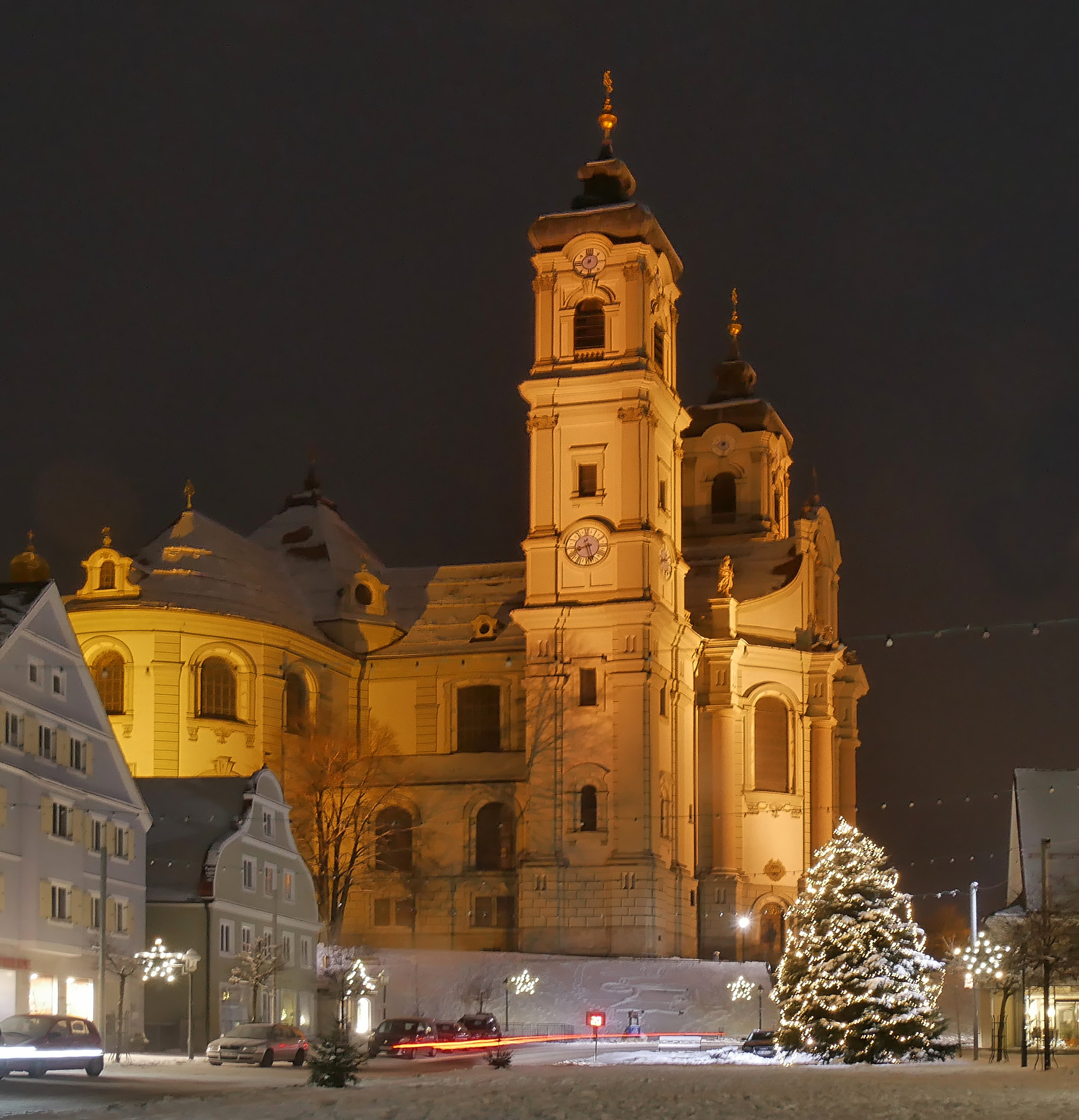
La Basilica per Natale

| Lunghezza: 89 m                    |
| Altezza delle volte: 36 m          |
| Lunghezza del transetto: 58 m      |
| Larghezza del transetto: 18 m      |
| Altezza delle torri: 82 m          |
| Altezza della Tour de Mutte: 88 m  |
| Superficie dell'edificio: 3.500 m² |
| Superficie delle vetrate: 6.496 m² |